# همسفر خورشید
همسفر خورشید یک مجموعه تلویزیونی ایرانی و محصول سال ۱۳۹۴ است. کارگردان و تهیه‌کننده این سریال علی شاه‌حاتمی است و از بازیگران آن می‌توان به محمد کاسبی و یوسف مرادیان اشاره نمود.

## موضوع سریال
نوجوانی هندی و مسلمان به نام علی که همراه خواهر و مادربزرگش در یکی از محله‌های فقیرنشین بمبئی زندگی می‌کند، به بیماری تنفسی مبتلا است. او بارها نام رضا، امام هشتم شیعیان را از مادربزرگش شنیده است و می‌داند آرزوی مادربزرگ این است که برای زیارت و درخواست شفا به حرم امام رضا برود؛ اما مادربزرگ علی بیمار می‌شود و امیدی به زنده بودنش نیست. آرزوی مادربزرگ ممکن است هرگز برآورده نشود و علی می‌خواهد او را به آرزویش برساند.علی در نهايت به وسیله یک کشتی و از راه قاچاق به ایران میرود وی در بین راه و در کشتی با توجه به مشکل تنفسی (اسم) که دارد مشکلاتی در این زمینه برایش پیش میاید اما نجات میابد در ايران پلیس ایرانی او را دستگير میکند تا به کشورش باز گرداند اما او هر طور شده میخواهد ارزوی مادر بزرگش را براورده کند به همین دلیل چندین بار از دست پلیس فرار میکند و به شهرهای مختلف میرود در اخر در حرم امام رضا ع پلیس اورا پیدا میکند و در اخرین لحضات دستگیر میشود در همان بین مادر بزرگش که به کما رفته بود به هوش میاید و به طور معجزه اسایی دوستش که بیگناه زندان رفته بود نیز حکم ازادیش صادر میشود. 